# Intendance de Cuyo
Pour les articles homonymes, voir Cuyo.
L’intendance de Cuyo, ou province de Cuyo, était un projet de nouvelle entité administrative, qui devait être instituée au sein de la vice-royauté du Río de la Plata (subdivision de l’ancien Empire espagnol) et englober un territoire situé dans l’ouest de ce qui est aujourd’hui la république d’Argentine. Cette nouvelle entité fut créée en 1782 par la voie de l’ordonnance relative aux Intendances (en esp. Ordenanza de Intendentes), mais ne vint jamais à être mise en œuvre, le roi ordonnant en effet sa dissolution en 1783. L’intendance devait se composer de trois partidos (connus également sous le terme de subdelegaciones) : Mendoza, San Juan et San Luis, et la ville de Mendoza avait été désignée comme son chef-lieu. En 1813, elle ressuscita sous les espèces d’une subdivision du jeune État des Provinces-Unies du Río de la Plata, jusqu’à disparaître à son tour en 1820.

## Période de la vice-royauté
L’intendance de Cuyo fut instituée par l’ordonnance royale relative aux Intendances d’armée et de province (en esp. Real Ordenanza de Intendentes de Ejército y Provincia) du 28 janvier 1782, qui prévoyait de diviser la vice-royauté du Río de la Plata en huit intendances, dont en particulier celle de Cuyo. Celle-ci fut conçue suivant les contours de l’ancienne province ou corregimiento de Cuyo, qui avait jusqu’à 1776 fait partie de la capitainerie du Chili :
« Art. 1er : Afin que ma Royale volonté soit promptement et dûment suivie d’effet, j’ordonne de diviser à partir de ce jour en huit Intendances la circonscription de ladite Vice-royauté, et que dans la suite l’on entende comme une seule Province le territoire ou la démarcation de chaque Intendance, (qui aura pour dénomination) le nom de la Ville ou du Bourg qui devra être sa Capitale, et dans laquelle devra résider l’Intendant, (et que l’on entende) celles qui présentement s’intitulent Provinces (comme ayant désormais) la dénomination de Partidos, ceux-ci conservant le nom qu’ont celles-là. Une desdites Intendances sera l’(Intendance) générale d’armée et de province, qui se trouve déjà établie dans la Capitale Buenos Aires, et sa circonscription privative sera celui tout entier de cet Évêché. Les sept autres, qui sont à créer, seront seulement de province ; et il y aura lieu d’en établir (...) une autre dans la Ville de Mendoza, qui devra comprendre tout le territoire de son corregimiento, incluant la Province de Cuyo ; (...). Et les démarcations se spécifieront respectivement à travers les titres dont seront dotés les nouveaux Intendants que Je choisirai, me réservant en effet de nommer à ces emplois, toujours et pour le temps de ma volonté, des personnes de zèle, honneur, intégrité et conduite reconnus, de sorte que je me déchargerai sur elles de mes préoccupations, m’en remettant à eux du soin du gouvernement et de la protection immédiats de mes Peuples ».
Le 14 avril 1783 fut dictée la Royale Cédule portant création de la Real Audiencia de Buenos Aires, « laquelle aura pour circonscription la province de ce nom et les trois de Paraguay, Tucumán et Cuyo ».
Le 5 août 1783, au palais de San Ildefonso, le roi Charles III apporta dix-sept modifications à l’ordonnance Royale de 1782, dont une qui supprime les gouvernements d’intendance de San Miguel de Tucumán et de Cuyo, créant avec ces deux territoires les Intendances de Salta del Tucumán et de Córdoba del Tucumán, qui devinrent effectives en 1784.
« IV. – Pour des raisons très justes et recommandables, fondées sur les rapports les plus véridiques et autorisés adressés à mes Royales mains par l’actuel Vice-roi de Buenos Aires, qui les appuya par le Sien le 26 janvier 1781, je tins pour nécessaire et expédient à mon Royal Service et à la Cause publique des territoires sous mon autorité, de résoudre le 26 février 1782, et en sa conséquence d'ordonner par la voie du susmentionné Ordre Royal du 29 juillet suivant, que se divise en deux Gouvernements celui de la province de Tucumán, en y incluant celle de Cuyo, en accord avec le plan proposé par les susdits rapports ; qu’en conséquence la ville de Córdoba del Tucumán soit résidence et capitale du nouveau gouvernement, et que celui-ci comprenne en outre les villes de Mendoza, de San Juan del Pico, de San Luis de Loyola et de Rioja, avec leurs circonscriptions respectives ; et que la résidence de l’autre gouvernement, du(quel relèvera le) reste de ladite province, (se situe) dans la ville de Salta, celle-ci étant la plus apte à être la capitale de celles de Jujuy, de San Miguel, de Santiago del Estero et de Catamarca, avec leurs juridictions correspondantes. Et attendu qu’il est cohérent avec cette modification qu’elle soit faite également dans les résidences qui en vertu de l’article 7 de l’ordonnance susmentionnée avaient été déterminées pour les deux intendances et que ce même article ordonnait d’établir sur le territoire même sous le ressort des deux gouvernements concernés, c’est ma volonté et mon commandement que l’intendance pour laquelle a été désignée comme capitale la ville de Mendoza se situe dans celle de Córdoba del Tucumán, et que celle qu’il a été ordonné d’ériger dans la ville de San Miguel s’établisse dans celle de Salta, en unissant l’une et l’autre sous les gouvernements respectifs, afin que la circonscription affectée à chacun d’eux soit celle de leur intendance et s’entende comme une seule province, en accord avec ce qui est disposé dans le susmentionné article 1er ; l’exercice du Vice-Patronat sur l’ensemble de celle-ci incombant à son gouverneur-intendant, en application du prescrit relatif à cette question contenu dans l’article 6 de l’ordonnance concernée »

## Période des Provinces-Unies du Río de la Plata
Le 23 juillet 1810, le capitaine José Moldes fut nommé premier gouverneur intendant (teniente gobernador) de Mendoza. Le 29 novembre 1813, le Second triumvirat décida de rétablir l’intendance de Cuyo en la séparant de celle de Córdoba del Tucumán, et en lui donnant la ville de Mendoza pour capitale. Elle était constituée des actuelles provinces argentines de Mendoza, de San Juan et de San Luis :
« (...) que les peuples de Mendoza, San Juan et San Luis, avec leurs juridictions particulières, forment un Gouvernement d’Intendance à part, avec l'ancienne dénomination de province de Cuyo (...), dotée de la même forme que les autres gouvernements de cette classe existant dans le cadre des Provinces-Unies du Río de la Plata (...) ; (…) beaucoup plus encore quand, du fait de la constitution d’un État distinct de l’autre côté des Andes, il est nécessaire de donner impulsion et vigueur à ses populations (...) »
Le gouvernement de la province était exercé par un gouverneur-intendant (esp. Gobernador intendente) désigné par le Triumvirat moyennant approbation par le cabildo de Mendoza.
Le premier gouverneur-intendant destiné à Cuyo était le colonel Florencio Terrada. Furent nommés par la suite le colonel Marcos Balcarce en juillet 1814, puis, le 10 août, le général José de San Martín, qui un an après renonça à l’exercice de la fonction au profit de José Ignacio de la Roza.
La ville de Mendoza fut le lieu d’où San Martín lança sa campagne militaire de libération et le point de départ de l’armée des Andes le 19 janvier 1817.
Le 9 janvier 1820, à San Juan, le régiment de Chasseurs andins entra en rébellion, simultanément avec les mutins d’Arequito ; le 17 janvier, Luzuriaga, le gouverneur délégué que San Martín avait laissé à Mendoza, présenta sa démission au cabildo de Mendoza, mais réassuma ensuite le pouvoir en qualité de Cabildo-Gobernador de la province de Cuyo, son autorité ne s’étendant toutefois pas au-delà de la municipalité de Mendoza.
Le 1er mars 1820, San Luis et San Juan ayant fait sécession, l’intendance de Cuyo fut dissoute de fait. Depuis cette date, son territoire se trouve partagé entre les actuelles provinces de Mendoza, San Juan et San Luis.

## Gouverneurs-intendants de la province de Cuyo depuis 1813
- Florencio Terrada, du 29 novembre 1813 au 1er juin 1814
- Marcos Balcarce, du 1er juin 1814 au 10 août 1814
- José de San Martín, du 10 août 1814 au 24 septembre 1816
- Toribio de Luzuriaga, de 1816 à 1820